# 洛马斯-德萨莫拉
洛马斯-德萨莫拉是阿根廷布宜诺斯艾利斯省的一座城市，人口591,345（2001年）。
洛马斯-德萨莫拉是大布宜诺斯艾利斯都市圈的一部分。

## 对外联系

### 姊妹城市
- 伊瓦格，哥伦比亚